# Antonio De Carlo
Antonio De Carlo (Tijuana, Baja California; 4 de agosto de 1967) es un productor, actor y cantautor mexicano, también conocido simplemente como Antonio. Ha obtenido varios discos de platino y oro además obtuvo dos premios Emmy en 2005–2006. Después de casi 12 años de ausencia del medio artístico regresó a la televisión en el 2012 con la telenovela Miss XV, una coproducción de Televisa y Nickelodeon bajo la dirección y producción ejecutiva de Pedro Damian

## Educación y formación profesional
De Carlo estudió Licenciatura en Musicología en el Conservatorio Nacional de Música de México. Fue miembro de la barra de Maestros en el Colegio de Graduados en Alta Dirección en la Ciudad de México entre 1995 y 1997. También colaboró con la Fundación de Investigaciones Sociales Fisac entre 1998 y 1999. Desde 2011 es presidente de la Fundación Cultura Sin Fronteras AC a través de la cual produce y presenta eventos culturales gratuitos para la comunidad, además de presentar cada año el Festival Internacional Cultura Sin Fronteras en Tijuana B.C.

## Premios y reconocimientos importantes
Ha recibido varios premios como The Golden Sun (Sol de Oro 1990-1991-2013), Las Palmas de Oro (Palmas de Oro 1989-1999-2012) otorgadas por el Círculo Nacional de Periodistas de México. Fue galardonado con el Laurel de Oro por parte de España otorgado por la Asociación Española de SAME OUT GROUP, también recibió el premio nacional de Oratoria en 1997 de manos de Miguel Cornejo y Rosado. Está incluido en el paseo de la fama en el Aeropuerto Internacional de Tijuana. El 14 de febrero del 2003, el alcalde de la ciudad de Tijuana, Jesús González Reyes le entregó las llaves de la ciudad de Tijuana y fue nombrado Embajador Honorario de la Ciudad.
De Carlo es ganador del Premio Emmy 2005-2006 como presentador y productor de noticias hispanas en la categoría de "Informational Public Series Affairs" y en 2006 fundó la Academia de Artes Antonio De Carlo (Hispanic Academy of Arts) en Los Ángeles, California.
El 14 de julio de 2008, el Consejo Municipal de la Ciudad de Lynwood en el Estado de California distinguió a Antonio con una proclamación en reconocimiento a su destacada trayectoria en el campo de las comunicaciones, como un presentador de televisión profesional y Director, Escritor y Productor de Teatro en Los Angeles CA, Actor de cine, teatro y telenovelas vistas en todo el mundo producidas en su mayoría por Televisa México, Antonio De Carlo es ganador de tres discos de platino y seis discos de oro obtenidos entre 1989 y 1991.
El 4 de agosto de 2012, recibió de manos del Congresista Ruben Kihuen en la ciudad de Las Vegas Nevada una proclamación en reconocimiento a su destacada trayectoria como activista en pro de los derechos humanos de los hispanos en USA, incansable promotor del bilingüismo (Inglés-Español) entre los niños hispanos, bajo el lema "Smart Kids Speak at Least Two Languages" (Los niños inteligentes hablan mínimo dos idiomas), así como por su impecable trayectoria artística. El Congresista Rubén Kihuen a través del Congreso de Nevada en USA declaró el 4 de agosto el Día de Antonio De Carlo en Las Vegas.

## Vida personal
Los padres de Antonio son Don Leo y la Señora María de la Luz. Está divorciado. Es padre de tres niñas y un niño: Alexa, Giovanna, Natasha, y Gianfranco.

## Filmografía

### Telenovelas
- Despertar contigo (2016)...Rogelio
- Muchacha italiana viene a casarse (2014)...Zacarías
- Miss XV (2012)...Arístides Reyes / Magic Dragon
- Catalina y Sebastián (1999)...Padre Jerónimo
- La usurpadora (1998)...Osvaldo Reséndiz
- Marisol (1996)...Rosendo
- Pobre niña rica (1995-1996)...César Manzanillo
- Imperio de cristal (1994-1995)...Bruno Previdi
- La pícara soñadora (1991)...Santiago Garrido
- Mi pequeña Soledad (1990)...José Luis Garza

### Series de TV
- Al filo de la noticia (2005-2006) ... Conductor (Anchor) 2005-2006 Ganador del EMMY
- Siempre en domingo (1988-1991)... Él mismo

### Películas
- Alas de mariposa (1991)... Dustman
- Verano peligroso (1991)... Lisandro Galante

## Discografía
- Llegará mañana (1991)
- Como duele (1990)
- En mil pedazos (1988)

- Datos: Q5698140